# Matt Schofield
Matt Schofield (nacido el 21 de agosto de 1977) es un guitarrista y cantautor británico. Su estilo musical combina principalmente blues con jazz y funk.
La revista Guitar & Bass Magazine le incluyó en su lista de los 10 Mejores Guitarristas de Blues Británico que Siguen con Vida y en 2010 recibió los premios a Mejor Guitarrista de Blues Británico y Mejor Álbum de Blues Británico por Heads, Tails & Aces en el Festival de Blues Británico (British Blues Festival).

## Biografía

### Comienzos
Matt Schofield nació en Mánchester, Reino Unido. Creció escuchando la colección de discos de su padre, que incluía intérpretes de blues como BB King o Muddy Waters. A los doce años, su padre le mostró un vídeo de BB King, Albert Collins y Stevie Ray Vaughan tocando juntos, que, según el guitarrista, le inspiró a convertirse en músico.
A partir de ese momento, comenzó a formar parte de una serie de bandas tanto de su escuela como locales, dónde ya empezó a tocar con el que luego sería el organista del Matt Schofield Trio, Johnny Henderson.

### Carrera como acompañante
A los 18 años, Schofield se mudó a Londres, donde empezó a trabajar como músico profesional en la escena de blues local. Allí se unió como acompañante al grupo del armonicista Lee Stankey, con el que grabó el disco My Day is Just Beginning en 1997 y el EP She’s Not Alone. Tras una serie de colaboraciones con Ian Siegal y Dino Baptiste, en 1999 pasó a formar parte de la banda de la diva de blues Dana Gillespie, con la que participó en una gira mundial y grabó tres álbumes.

### Carrera como líder
Tras conseguir un contrato discográfico con Nugene Records en 2003, el guitarrista creó el Matt Schofield Trio, con Evan Jenkins a la batería y Johnny Henderson al órgano Hammond. El grupo se caracteriza por el hecho de que Henderson no sólo se encarga de la melodía y los acordes con la mano derecha, sino que además cumple las funciones de un bajista con la izquierda.

El trío grabó en 2004 su debut, The Trio, Live, un disco en directo que combina blues con funk al estilo de los tríos de jazz con organista de los años 50 y 60. En 2005 le siguieron el álbum de estudio Siftin’ Thru Ashes y el de directo Live at the Jazz Café. El siguiente disco, Ear to the Ground, de 2007, recibió críticas favorables tanto de Los Angeles Daily News como de HMV Choice por su variedad y mezcla de géneros.

La última grabación de estudio de Schofield, Heads,Tails & Aces, de 2009, supuso dos cambios en la formación del grupo, que pasó a llamarse The Matt Schofield Band. En primer lugar, el batería Evan Jenkins fue reemplazado por Alain Baudry. Además ingresó Jeff “The Funk” Walker como bajista.

## Influencias
Inicialmente, Matt Schofield se vio expuesto a guitarristas de blues como BB King, Muddy Waters, Albert Collins y Stevie Ray Vaughan, Albert King, Eric Clapton y Freddie King a través de los discos de su padre. También considera a guitarristas de rock y jazz como Robben Ford, Michael Landau, Jimi Hendrix, Robert Cray o Billy Gibbons grandes influencias. Estilos de funk como los de the Meters, Neville Brothers, Doctor John o Soulive también pueden escucharse en su música.

## Equipo

### Guitarras
- Fender Stratocaster, 1961 (retirada, actualmente sólo usada en el estudio)
- SVL Sixty Custom (tipo Telecaster)
- SVL Custom Deluxe (prototipo)
- SVL Sixty-One (copia de la Stracocaster 1961)
- SVL Daytona (tipo Stratocaster)
- Tokai ES-120

### Amplificadores
- Two-Rock Custom Reverb Signature
- Fender Super Reverb (1964)
- Matchless Chieftain y King Cobra

### Efectos
- Providence SOV-2 Overdrive
- Klon Centaur
- Mad Professor Deep Blue Delay

## Discografía

### Como líder
- The Trio, Live (2004)
- Live at the Jazz Café (2005)
- Siftin’ Thru Ashes (2005)
- Ear to the Ground (2007)
- Heads,Tails & Aces (2009)
- Anything But Time (2011)
- Far As I Can See (2014)

### Como acompañante
- My Day Is Just Beginning - The Lee Sankey Group
- She's Not Alone - The Lee Sankey Group
- Two Timing Lover Boy - Dino Baptiste
- A Different Picture - Earl Green
- Driving Savage Groove - Harmonica Posse
- Staying Power - Dana Gillespie
- Experienced - Dana Gillespie
- Songs Of Love - Dana Gillespie
- Back To Blues - Dana Gillespie

### Como productor
- Swagger - Ian Siegal – producido por Schofield
- Meat And Potatoes – Ian Siegal – coproducido por Schofield